# Distribuzione di Erlang
In teoria delle probabilità la distribuzione di Erlang è una distribuzione di probabilità continua con supporto {\displaystyle [0,\infty )} e caratterizzata dai seguenti due parametri:
- un intero positivo {\displaystyle k} (in inglese shape);
- un reale positivo {\displaystyle \lambda } detto tasso.

La distribuzione di Erlang (di rado distribuzione k-Erlang) con parametro {\displaystyle k} unitario si semplifica in una distribuzione esponenziale. Infatti tale distribuzione può essere considerata come la somma di {\displaystyle k} variabili aleatorie indipendenti e identicamente distribuite secondo un'esponenziale di parametro {\displaystyle \lambda }. La distribuzione di Erlang è anche un caso particolare di una distribuzione Gamma la quale prevede, generalmente, un parametro reale. Ponendo invece {\displaystyle \lambda =1/2} la distribuzione diventa una distribuzione chi quadrato con {\displaystyle 2k} gradi di libertà.
La distribuzione di Erlang fu sviluppata da A. K. Erlang per esaminare il numero di chiamate telefoniche che gli operatori di un centralino possono ricevere nello stesso istante. Questo lavoro di analisi del traffico fu applicato anche nella teoria delle code per descrivere i tempi di attesa. Oggi è usata principalmente nell'ambito dei processi stocastici e delle scienze matematiche applicate alla biologia.

## Caratteristiche

### Funzione di densità di probabilità
La funzione di densità di probabilità di una distribuzione di Erlang è:
{\displaystyle f(x;k,\lambda )={\lambda ^{k}x^{k-1}e^{-\lambda x} \over (k-1)!},\qquad {\text{per }}x\geq 0,\lambda >0.}
Per la presenza del fattoriale al denominatore, la distribuzione di Erlang è definita esclusivamente per valori di {\displaystyle k} interi e positivi. La distribuzione Gamma generalizza quella di Erlang per valori reali di {\displaystyle k} utilizzando la funzione Gamma generale invece del fattoriale.

### Funzione di ripartizione
La funzione cumulativa della distribuzione di Erlang è:
{\displaystyle F(x;k,\lambda )={\frac {\gamma (k,\lambda x)}{(k-1)!}},}
dove {\displaystyle \gamma } appartiene all'insieme delle funzioni gamma incomplete. La funzione di ripartizione può essere anche espressa nel seguente modo:
{\displaystyle F(x;k,\lambda )=1-\sum _{n=0}^{k-1}{\frac {1}{n!}}e^{-\lambda x}(\lambda x)^{n}.}

## Proprietà

### Soluzione equazione differenziale
La distribuzione di Erlang è soluzione della seguente equazione differenziale:
{\displaystyle xf'(x)+(\lambda x+1-k)f(x)=0,}
con condizione iniziale {\displaystyle f(1)={\frac {e^{-\lambda }\lambda ^{k}}{(k-1)!}}}.

### Somma di variabili casuali con distribuzione esponenziale
La distribuzione k-Erlang è la distribuzione di probabilità della somma di {\displaystyle k} variabili casuali con distribuzione esponenziale con identico parametro:
se {\displaystyle X_{i}\thicksim \mathrm {Exp} ({\lambda }),} allora {\displaystyle \sum _{i=1}^{k}X_{i}\thicksim \mathrm {Erlang} (k,\lambda ).}

### Mediana
Riguardo alla mediana di una distribuzione di Erlang si conosce il comportamento asintotico, i quali coefficienti possono essere calcolati computazionalmente. Un'approssimazione è:
{\displaystyle {\dfrac {k}{\lambda }}\left(1-{\dfrac {1}{3k+0,2}}\right),\quad } con media {\displaystyle {\tfrac {k}{\lambda }}.}

## Generazione numeri casuali distribuiti secondo una Erlang
Per generare un numero casuale secondo una distribuzione di Erlang, si generino {\displaystyle k} numeri distribuiti secondo una uniforme standard ({\displaystyle U\in (0,1]}) e si usi la seguente formula:
{\displaystyle E(k,\lambda )\approx -{\frac {1}{\lambda }}\ln \prod _{i=1}^{k}U_{i}.}

## Eventi stocastici

### Tempi d'attesa
L'occorrenza di eventi indipendenti aventi un certo tasso medio viene modellizata con un processo di Poisson. Poiché in un processo di Poisson gli intertempi tra un evento ed il successivo sono distribuiti esponenzialmente, il tempo di attesa per osservare la realizzazione di {\displaystyle k} eventi è distribuito secondo una {\displaystyle \mathrm {Erlang} (k,\lambda )}.
La distribuzione di Erlang (un classico uso di questa distribuzione è l'uso per misurare il tempo tra chiamate telefoniche), può essere utilizzata in combinazione col valore atteso delle durate delle chiamate in modo tale da avere informazioni riguardo al traffico di telefonate (misurato, infatti, in Erlang). Ciò viene utilizzato per calcolare la probabilità di perdere telefonate o di far attendere dei clienti al telefono, in base alle ipotesi di rifiuto di chiamate (formula di Erlang B) o di messa in coda (formula di Erlang C).

## Distribuzioni associate
La distribuzione di Erlang è legata alle seguenti distribuzioni:
- se {\displaystyle X\thicksim \mathrm {Erlang} (k,\lambda ),} allora {\displaystyle aX\thicksim \mathrm {Erlang} \left(k,{\lambda  \over a}\right),} con {\displaystyle a\in \mathbb {R} };
- {\displaystyle \lim _{k\to \infty }{\frac {1}{\sigma _{k}}}\left(\mathrm {Erlang} (k,\lambda )-\mu _{k}\right)\xrightarrow {\overset {}{d}} N(0,1)} (distribuzione normale);
- se {\displaystyle X\sim \mathrm {Erlang} (k_{1},\lambda )} e {\displaystyle Y\sim \mathrm {Erlang} (k_{2},\lambda ),} allora {\displaystyle X+Y\sim \mathrm {Erlang} (k_{1}+k_{2},\lambda )};
- se {\displaystyle k=\alpha } numero reale, si ottiene una {\displaystyle \mathrm {Gamma} (\alpha ,{\lambda })} (distribuzione Gamma);
- {\displaystyle \mathrm {Erlang} (k=1,\lambda )=\mathrm {Exp} ({\lambda })}(distribuzione esponenziale);
- {\displaystyle \mathrm {Erlang} \left(k,{\frac {1}{2}}\right)=\chi ^{2}(2k)} (distribuzione chi quadrato);
- se {\displaystyle U\sim \mathrm {Exp} (\lambda )} e {\displaystyle V\sim \mathrm {Erlang} (n,\lambda ),} allora {\displaystyle {\frac {U}{V}}\sim \mathrm {Pareto} (1,n)} (distribuzione di Pareto).